# Miranda Lambert
Miranda Leigh Lambert (Longview, 10 november 1983) is een Amerikaanse singer-songwriter. Ze maakt voornamelijk countrymuziek.

## Biografie
Miranda Lambert is afkomstig uit Texas: ze werd er geboren in Longview en groeide op in Lindale. Haar vader is een gepensioneerd politieagent die later in zijn leven privédetective werd in samenwerking met haar moeder. Haar vader leerde haar al vroeg de kneepjes van het schieten; ze werd later een gretig hertenjager. Toen ze negen jaar was namen haar ouders haar mee naar een concert van Garth Brooks, waardoor ze belangstelling kreeg voor countrymuziek. Haar vader schreef en trad op met country en zijzelf begon al snel mee te doen met talentenjachten. In 2003 werd ze bij een groter publiek bekend toen ze meedeed aan het televisieprogramma Nashville Star, een talentenjacht waarin ze uiteindelijk als derde eindigde. Ze kreeg hierop een contract aangeboden bij Epic Records.
Lamberts eerste single werd Me and Charlie Talking (2004), die de 27ste plaats bereikte in Billboards Hot Country Songs. Het was de eerste single van haar album Kerosene, dat in maart 2005 werd uitgebracht. Het album werd in de Verenigde Staten met platina bekroond en leverde Lambert, naast haar debuutsingle, nog drie andere top 40-noteringen op: Bring me down, Kerosene en New strings.
Voor haar tweede album Crazy ex-girlfriend, dat in 2007 uitkwam, werd Lambert overgeplaatst naar Columbia Records Nashville. De titelsong had als single weinig succes, maar de volgende drie singles (Famous in a small town, Gunpowder & Lead en More like her) werden allemaal top 20-hits in de Amerikaanse countryhitlijst, waarbij Gunpowder & Lead zelfs Lamberts eerste top 10-hit werd. Haar populariteit groeide gestaag en kwam tot een voorlopig hoogtepunt met haar derde album Revolution (2009), waarvan een aantal zeer succesvolle singles werden uitgebracht: White liar bereikte de tweede plaats in de Hot Country Songs, terwijl The house that built me en Heart like mine nummer 1-hits werden. Ook in Canada sloegen deze nummers goed aan. Het album Revolution werd in de Verenigde Staten bekroond met dubbel platina en in Canada met goud.
In de jaren die volgden bleef Lambert in de belangstelling staan en slaagde ze erin haar succes te behouden. Al haar albums bereikten de eerste plaats van de Amerikaanse countryalbumlijst, waarmee ze een reeks van zeven nummer 1-albums op rij neerzette. Het album Platinum (2014) behaalde tevens de eerste plaats van de reguliere Billboard 200 en werd onderscheiden met een Grammy Award. Lambert scoorde door de jaren heen nog een aantal grote hits, onder meer met Over you (2012), Mama's broken heart (2013), Somethin' Bad (een duet met Carrie Underwood, 2014), Vice (2016) en Bluebird (2019). Drie hiervan stonden op nummer 1 in Billboards Hot Country Songs.

### Persoonlijk leven
Lambert was tussen 2011 en 2015 getrouwd met collega-countryartiest Blake Shelton, met wie zij ook muzikaal veelvuldig samenwerkte. Daarna was ze enkele jaren samen met zanger Anderson East. In januari 2019 trouwde Lambert met een politieagent uit New York.

## Discografie

### Albums
- Miranda Lambert (2001, uitgebracht in eigen beheer)
- Kerosene (2005)
- Crazy Ex-Girlfriend (2007)
- Revolution (2009)
- Four The Record (2011)
- Platinum (2014)
- The Weight of These Wings (2016)
- Wildcard (2019)
- "The Marfa Tapes
- "Palomino
- "Postcards From Texas

### Singles
- Me and Charlie Talking (2004)
- Bring Me Down (2005)
- Kerosene (2005)
- New Strings (2006)
- Crazy Ex-Girlfriend (2006)
- Famous in a Small Town (2007)
- Gunpowder & Lead (2008)
- More Like Her (2008)
- Dead Flowers (2009)
- White Liar (2009)
- The House That Built Me (2010)
- Only Prettier (2010)
- Coal Miner's Daughter (2010, met Loretta Lynn en Sheryl Crow)
- Heart Like Mine (2011)
- Baggage Claim (2011)
- Over You (2012)
- Fastest Girl in Town (2012)
- Mama's Broken Heart (2013)
- All Kinds of Kinds (2013)
- We Were Us (2013, met Keith Urban)
- Automatic (2014)
- Somethin' Bad (2014, met Carrie Underwood)
- Little Red Wagon (2015)
- Smokin' and Drinkin' (2015, met Little Big Town)
- Vice (2016)
- We Should Be Friends (2016)
- Tin Man (2017)
- It All Comes Out in the Wash (2019)
- Bluebird (2019)
- Settling Down (2020)

## Gewonnen prijzen (selectie)
- Academy of Country Music Awards
  - Top New Female Vocalist (2007)
  - Album of the Year (Crazy ex-girlfriend (2008) / Revolution (2010) / Four the record (2012) / Platinum (2015) / The weight of these wings (2017))
  - Female Vocalist of the Year (2010, 2011, 2012, 2013, 2014, 2015, 2016, 2017, 2018)
  - Video of the Year (White liar (2010) / The house that build me (2011))
  - Single of the Year (The house that build me (2011) / Over you (2013) / Mama's broken heart (2014))
  - Song of the Year (The house that build me (2011) / Over you (2013) / Automatic (2015) / Tin man (2018))
  - Vocal Event of the Year (We were us (met Keith Urban, 2014) / Smokin' and drinkin' (met Little Big Town, 2016))
  - Milestone Achievement Award (2019)
  - Music Event of the Year (Fooled around and fell in love, 2020)

- American Country Awards
  - Single by a Female Artist (Over you (2012) / Mama's broken heart (2013))
  - Music Video by a Female Artist (Over you, 2012)
  - Female Artist of the Year (2013)
  - Most Played Female Radio Track (2013)

- CMT Music Awards
  - Female Video of the Year (White liar (2010) / The house that build me (2011) / Over you (2012) / Mama's broken heart (2013) / Automatic (2014))
  - CMT Performance of the Year (Over you, 2013)
  - Collaborative Video of the Year (Somethin' Bad (met Carrie Underwood), 2015)

- Country Music Association Awards
  - Female Vocalist of the Year (2010, 2011, 2012, 2013, 2014, 2015, 2017)
  - Album of the Year (Revolution (2010) / Platinum (2014))
  - Music Video of the Year (The house that build me, 2010)
  - Song of the Year (Over you, 2012)
  - Single of the Year (Automatic, 2014)
  - Musical Event of the Year (We were us (met Keith Urban), 2014)

- Grammy Awards
  - Best Female Country Vocal Performance (The house that build me, 2011)
  - Best Country Album (Platinum, 2015)

## Tournees
- Roadside Bars & Pink Guitars Tour (2010)
- Revolution Tour (2011)
- On Fire Tour (2012)
- Platinum Tour (2014-2016)
- Keeper of the Flame Tour (2016)
- Highway Vagabond Tour (2017)
- Livin' Like Hippies Tour (2018)
- Wildcard Tour (2020)

- Gemeinsame Normdatei: 13549723X
- International Standard Name Identifier: 0000 0001 1450 737X
- Library of Congress Control Number: no2005029902
- MusicBrainz: 4eca1aa0-c79f-481b-af8a-4a2d6c41aa5c
- Nationale Bibliotheek van Tsjechië: xx0071108
- Nederlandse Thesaurus van Auteursnamen: 336131461
- Virtual International Authority File: 85763151
- WorldCat: E39PBJtX3VvPwHKdWRdRWjF7pP